# Chiropterotriton chondrostega
Espèce
Synonymes
- Bolitoglossa chondrostega Taylor, 1941

Statut de conservation UICN

 EN B1ab(iii) : En danger
Chiropterotriton chondrostega est une espèce d'urodèles de la famille des Plethodontidae.

## Répartition
Cette espèce est endémique du Mexique. Elle se rencontre dans le nord-ouest de l'État de Hidalgo, dans l'est du Querétaro et dans l'État de Mexico entre 2 000 et 2 300 m d'altitude.

## Description
Le mâle holotype mesure 63 mm de longueur totale dont 29 mm de longueur standard et 34 mm de queue.

## Publication originale
- Taylor, 1941 : Herpetological miscellany, No. II. The University of Kansas science bulletin, vol. 27, no 1, p. 105-139 (texte intégral).